# Polimela (filla de Peleu)
Segons la mitologia grega, Polimela (en grec antic: Πολυμήλη), va ser una filla de Peleu i d'Antígona.
Segons algunes versions, es va casar amb Meneci, i va ser mare de Pàtrocle, l'amic d'Aquil·les diu Apol·lodor.